# Trumackompanjemang
Trumackompanjemang är rytmiska slag som används för att hålla rytmen i musik, spelas i princip alltid på trumset. Det finns olika takter bland trumackompanjemangen. De vanligaste är:
- Tredjedelsackompanjemang räknar man till 3 i varje takt, grundkompet är: 1: Ridecymbal, Baskagge, 2: Ridecymbal, Hihat(fot), 3: Ride, Kantslag. Används i vals.
- Två fjärdedelsackompanjemang räknar man till 4 i varje takt, grundkompet för detta är 1: Hihat, Baskagge. 2: Hihat, Virvel. Detta spelas mycket i punk och pop, i den moderna popmusiken i dubbel hastighet. Se även D-takt
- Fjärdedelsackompanjemang:Detta är det absolut vanligaste trumkompet, man räknar till 4 i varje takt. Grundkompet är: 1: Hihat, Baskagge, 2: Hihat (svagt), 3: Hihat, Virvel, 4: Hihat (svagt). Används i rock och hårdrock, även till viss del i pop.
- Åttondelsackompanjemang: Tunga komp, används i rockballader och andra ballader. Grundkompet är: 1: Hihat, Baskagge, 2: Hihat, 3: Hihat, 4: Hihat, Virvel, 5: Hihat, 6: Hihat.
- Sextondelsackompanjemang: Det mest rytmiska, används i Funk, disco och gammal Rock 'n' Roll, även till viss del Blues och Jazz. Grundkompet är: 1: Hihat, Baskagge, 2: Hihat, 3: Hihat, Virvel, 4: Hihat, 5: Hihat, Baskagge, 6: Hihat, Baskagge, 7: Hihat, Virvel, 8: Hihat.